# Killroy Media

Logo

Killroy Media (Eigenschreibweise KILLROY media) ist ein deutscher Kleinverlag in Ludwigsburg in Baden-Württemberg, der seit 1995 vor allem zeitgenössische deutschsprachige Literatur verlegt. Ein Teil des Verlagsprogramms wird dem literarischen Underground zugerechnet.

## Geschichte und Programm
Seit Gründung 1995 werden die Verlagsaktivitäten maßgeblich von dem Autor, Aktions- und Performancekünstler („Yussuf M“) und Verleger Michael Schönauer geführt, der zudem Alleininhaber des in der Rechtsform eines Einzelunternehmens betriebenen Verlags ist. Zuvor hatte Schönauer von 1984 bis 1994 im Selbstverlag das alternative Literaturmagazin einblick – Das Magazin für Literatur und Kunst herausgegeben, das sich der Förderung der Literatur der 1990er Jahre verschrieben hatte und dessen letzte Ausgaben dann bis zur Einstellung des Magazins 1995 bei Killroy Media erschienen sind. Schönauer gehörte zudem 1993/1994 zu den Wegbereitern des Social Beat, wirkte maßgeblich bei mehreren bundesweiten Literaturfestivals der Social-Beat-Szene und der sich parallel entwickelnden Slam-Poetry-Bewegung mit und wurde zu einem der führenden Protagonisten der links-alternativen Literaturszene der 1990er Jahre. Außerdem war Schönauer von 1994/1995 bis 2003 Geschäftsführer der inzwischen aufgelösten Asperger Autorenwerkstatt e. V. in Asperg nahe bei Stuttgart, bei der es im Jahr 1995 im Zuge einer neuen Publikationsreihe zur Gründung von Killroy Media kam.
Der Verlagsname KILLROY media ® wurde vom Verlag inzwischen durch Eintragung als Wortmarke geschützt. Der Verlag hatte seinen Sitz von Gründung 1995 bis 2013 in Asperg und zog dann in die benachbarte Kreisstadt Ludwigsburg um. Dort wurde er im nordwestlich der Kernstadt Ludwigsburgs gelegenen Stadtteil Eglosheim ansässig.
Zum Verlagsprogramm gehören u. a. Erzählungen, Romane und Lyrik, Künstlerbücher sowie Anthologien. Der Verlag führt folgende Publikationsreihen:
- Killroy 10 + 1 Stories, mit literarischen Debüts von „jungen“ Autoren; wurde 1998 als neues Label des Verlags gestartet
- Killroy Roman, mit Romanen von u. a. Laabs Kowalski
- Kinderbuch, mit bislang einem Kinderbuch mit eigenen Illustrationen von Yo Rühmer
- Das Magazin für Literatur und Kunst (einblick), mit den letzten zwei Ausgaben des Magazins und einer Sonderausgabe
- Social Beat SLAM!poetry, eine dreibändige Anthologiereihe über die Literatur und Subkultur des Social Beat, mit „szene-relevanten Recherchen“ und Beiträgen von zahlreichen Autoren
- Killroy Hörbuch, mit bislang einem Hörbuch des Künstlers und Verlagsautoren Philipp Schiemann
- Killroy Künstlerbuch, mit „Gedichten und Fotografien“ von Philipp Schiemann und Mailart-Arbeiten („Was ist Social Beat?“) von Boris Kerenski
- Killroy Art Magazine, mit „Poems From Around The World“ (Gedichte und Collagen) von Veso Potarsky und Jonathan Meese und Fotografien zu der marokkanischen Stadt „Tanger“ von Boris Kerenski

Der Verlag ist u. a. regelmäßig auf Literaturfestivals wie den Stuttgarter Buchwochen sowie auf der Frankfurter Buchmesse vertreten.

## Autoren und Bücher
In dem Verlag Killroy Media kamen zahlreiche Erstlingswerke von deutschen Autoren heraus. Zu den Autoren des Verlags zählen u. a. Bernd Fischle, Kersten Flenter, Laabs Kowalski, Björn Ludwig, Yo Rühmer, Frank Salewski, Philipp Schiemann und Christian Wolter, sowie auch der Verleger Michael Schönauer selbst.
Die Verlagsarbeit von Killroy Media fand wiederholt einige Beachtung, wie zum Beispiel mit Björn Ludwigs Einmal fliegen noch, das 2005 als Teil der „sorgfältig gestalteten Hardcover-Serie 10 + 1 Stories“ neu erschienen ist, oder mit dem 2012 veröffentlichten Briefroman Heimgekehrt – Wäre er doch gefallen von Frank Salewski, den die Westdeutsche Allgemeine (WA) zu den „zehn Büchern“ zählte, die dem WA-Rezensenten „auf der Frankfurter Buchmesse 2012 auffielen“. Inzwischen ist das Buch auch in englischer Übersetzung als E-Book im Bremer E-Book-Verlag Strombuch erschienen. Außerdem brachte der Verlag Killroy Media mehrere fremdsprachige, „vergessene Perlen“ – so Frank Milautzcki in einer Rezension – in deutscher Übersetzung heraus, wie 2008 die autobiografische Schrift Der große Ausbruch aus Folsom Prison des US-amerikanischen Wanderarbeiters und Berufseinbrechers Jack Black (1868–1933), der darin seine Haftzeit und seine Erinnerungen an den Aufstand in dem einst berüchtigten Gefängnis Folsom State Prison verarbeitete, oder 2010 Metta Victors (1831–1886) Tagebuch von nem schlimmen Schlingel, einem Klassiker der „Lausbuben-Literatur“  aus den USA, der von der Literaturübersetzerin Ní Gudix neu ins Deutsche übertragen wurde.
Die dreibändige Anthologiereihe Social Beat, SLAM!poetry des Verlags, die Verleger Michael Schönauer gemeinsam mit seinem ebenfalls im Verlag tätigen Bruder Joachim Schönauer von 1997 bis 2001 herausgab, wird im Literaturbetrieb als „maßgeblich und richtungsweisend“ charakterisiert und von der Literaturwissenschaft mit zu den „umfassenden Darstellungen zu Slam Poetry und Social-Beat-Literatur in Deutschland“ gerechnet.